# Vladímir Zagorodni
Vladímir Zagorodni (en rus Владимир Загородній) o Volodímir Zahorodni (en ucraïnès Володимир Загородній); Simferòpol, 27 de juny de 1981) és un ciclista rus, que fou ucraïnès fins a finals del 2014. Professional des del 2007 ha combinat la carretera amb la pista.

## Palmarès en pista
- 2002
  -  Campió d'Europa sub-23 en Persecució per equips (amb Roman Kononenko, Vitali Popkov i Volodímir Diúdia)
- 2003
  -  Campió d'Europa sub-23 en Persecució per equips (amb Roman Kononenko, Vitali Popkov i Volodímir Diúdia)

### Resultats a laCopa del Món
- 2003
  - 1r a Ciutat del Cap, en Persecució per equips
- 2004-2005
  - 1r a Moscou, en Persecució per equips

## Palmarès en ruta
- 2004
  - 1r al Giro del Cigno
- 2006
  -  Campió d'Ucraïna en ruta
  - 1r al Giro Ciclistico della Provincia di Cosenza i vencedor d'una etapa
- 2007
  -  Campió d'Ucraïna en ruta
- 2008
  - Vencedor d'una etapa al Giro del Trentino
  - Vencedor d'una etapa al Volta al llac Qinghai
- 2009
  -  Campió d'Ucraïna en curses per etapes
- 2012
  - Vencedor d'una etapa al Tour de Borneo